# Klooster van Santes Creus
Het Klooster van Santes Creus (Catalaans:: Reial Monestir de Santa Maria de Santes Creus) is een voormalige cisterciënzerabdij in de stad Aiguamúrcia, in de provincie Tarragona in Catalonië.

## Geschiedenis

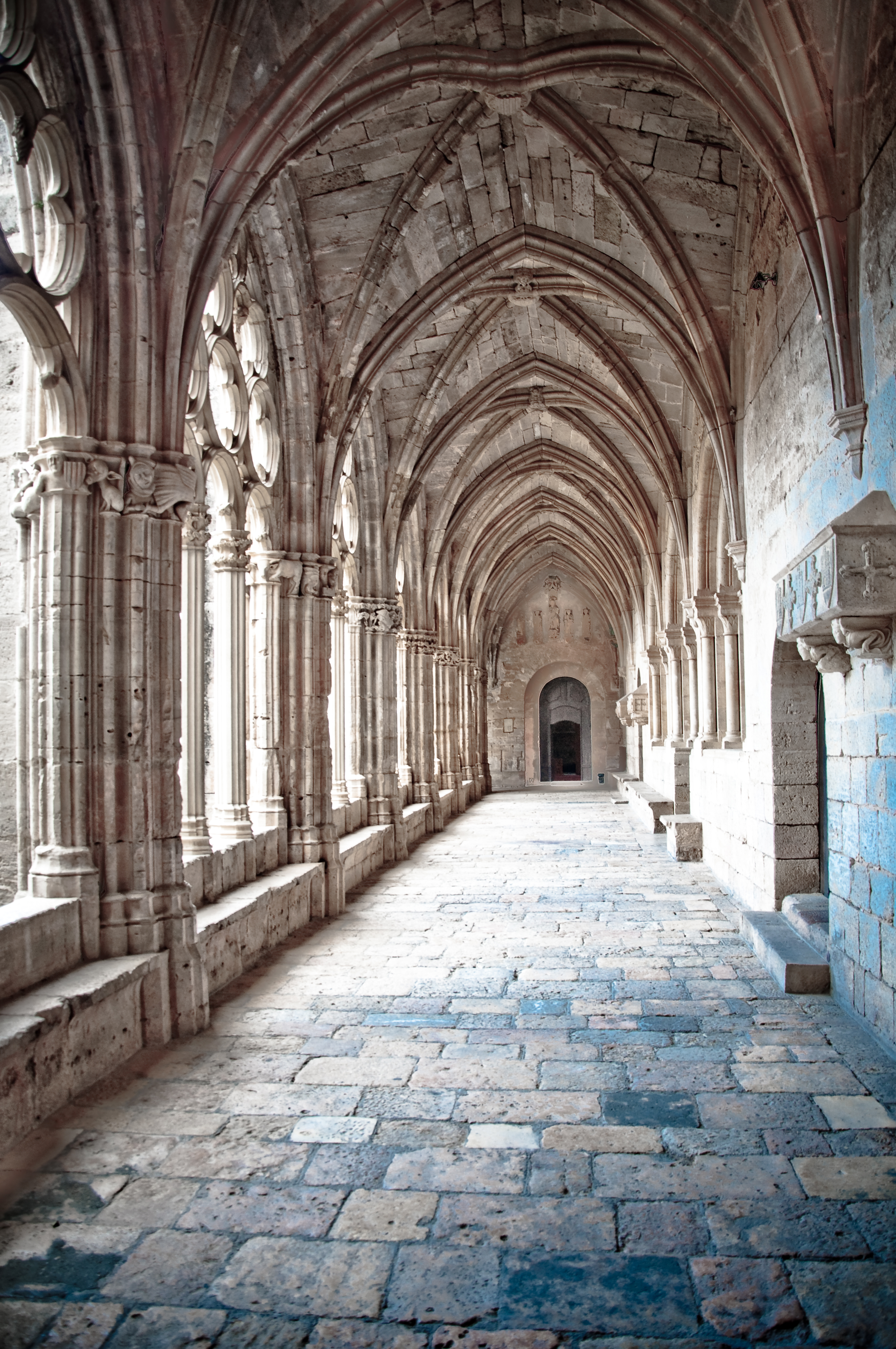
Klooster van Santes Creus, gotische kloostergang

In 1150 schonk de seneschalk van Barcelona, Guillem Ramon I de Montcada, aan de cisterciënzers van de abdij van Grand Selva bij Toulouse, gronden in de buurt van Valldura, nu Cerdanyola del Vallès. De eerste abt van 1152-1154 was Guillem. In 1155 gaf Ramon Berenguer IV, graaf van Barcelona, een beter gelegen terrein in Ancosa (La Llacuna, Anoia) maar ook dat was niet erg geschikt voor een abdij. Maar in 1160 was er een derde gift van een domein in de buurt van Santes Creus aan de rivier Gaià, waar het klooster uiteindelijk zou gebouwd worden. De eerst abt van de nieuwe vestiging was Pere de Valldaura (1158-1184). De stichting werd pas definitief in 1168 na een bul van paus Alexander III die het klooster direct van Rome afhankelijk maakte en zo het conflict tussen de bisdommen van Barcelona en Tarragona oploste.

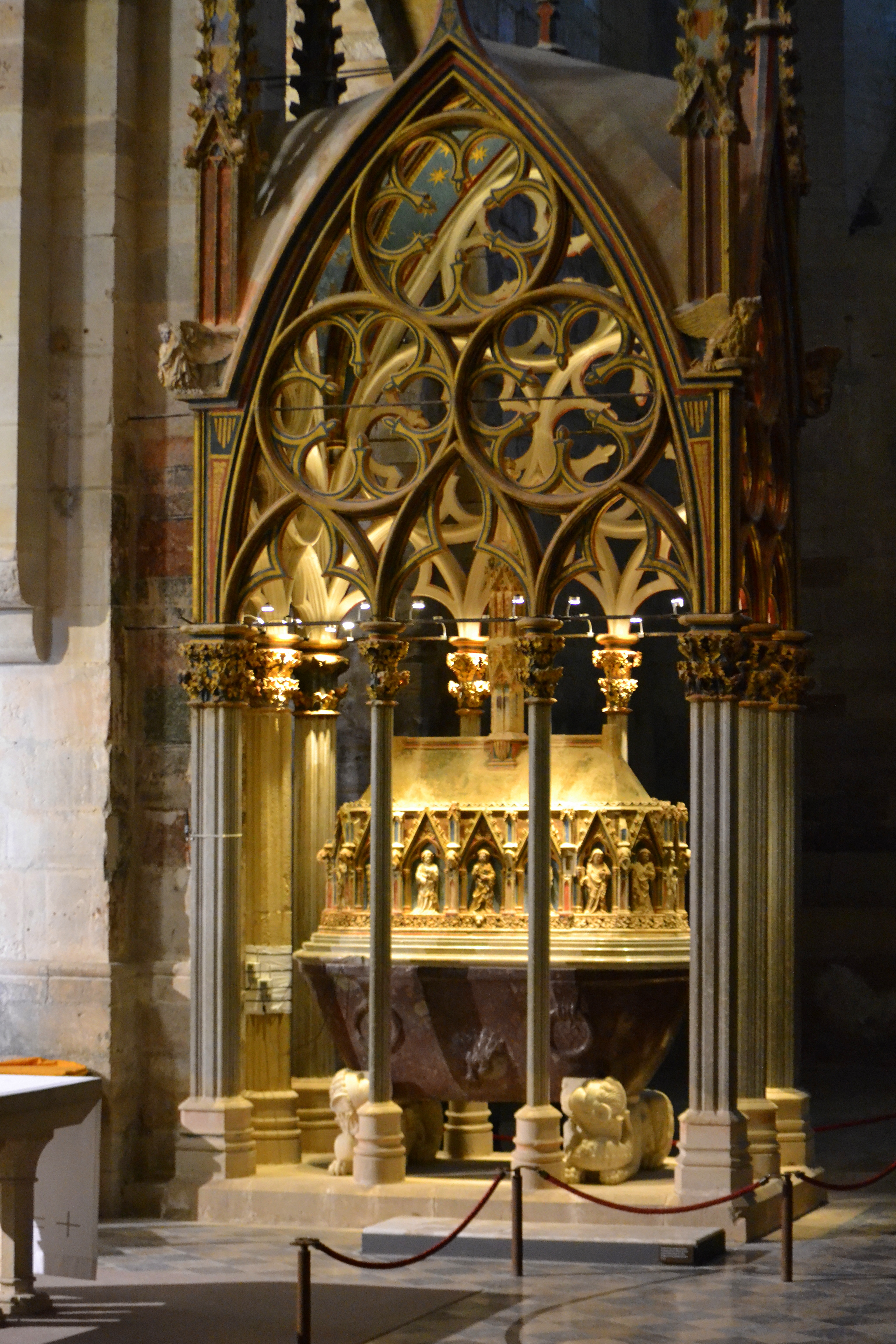
Klooster van Santes Creus, Graftombe van Peter II

Omstreeks 1170 werden enkele tijdelijke gebouwen begonnen rondom de kapel van de heilige Drie-eenheid om de monniken te huisvesten. Omstreeks die tijd werd de gemeenschappen van Sant Pere de Gaià en Santes Creus samengevoegd. In 1174 begon men dan met de bouw van het klooster volgens het algemeen grondplan van een citerciënzerabdij. In 1221 werd de kerk ingewijd hoewel ze waarschijnlijk nog niet voltooid was. Er werd ook een kloostergang gebouwd, waarvan slechts een gedecoreerd waterbekken bewaard is. Uit deze periode zijn de sacristie, de kapittelzaal en het parlatorium dat het klooster met de achterzijde van het complex verbindt, bewaard gebleven. Aan een verdieping met de slaapzaal van de monniken werd begonnen in 1191. Tijdens het abbatiaat van (de heilige) Bernat Calbó (1226-1233) werd de bouw hernomen met de hulp van het koningshuis.
Peter III van Aragón besliste dat hij in de abdijkerk moest begraven worden. Ook zijn zoon Jacobus II van Aragón en Blanca van Anjou, diens echtgenote, werden in de dwarsbeuk van de kloosterkerk begraven. Jacobus liet een deel van de kloosterkamers herinrichten als koninklijk paleis en verving de romaanse kloostergang door een klooster in gotische stijl. Deze nieuwe kloostergang was het werk van de Engelse meester Reinard de Fonoll en van Guillem de Seguer. Hij werd versierd met allerlei vreemde fabelfiguren en monsterlijke dieren en was duidelijk niet meer van religieuze cisterciënzer inspiratie. De nieuwe kloostergang waarvan de bouw begon in 1313 werd ingehuldigd in 1341 tijdens het abbatiaat van Francesc Miró (1335-1347).
Onder abt Bonanat de Vilaseca werden dochterabdijen gesticht in Simat de la Valldigna, het klooster van Santa María de la Valldigna (1297), in Valencia (1298) en Altofonte in Sicilië (1308).
Op initiatief van Peter IV van Aragón werden er tussen 1376 en 1377 verdedigingswallen gebouwd rondom het klooster, maar het was ook hij die besliste om het Klooster van Poblet te gebruiken als residentie en koninklijke begraafplaats. Daardoor kwam die belangrijke functie van Santes Creus ten einde.

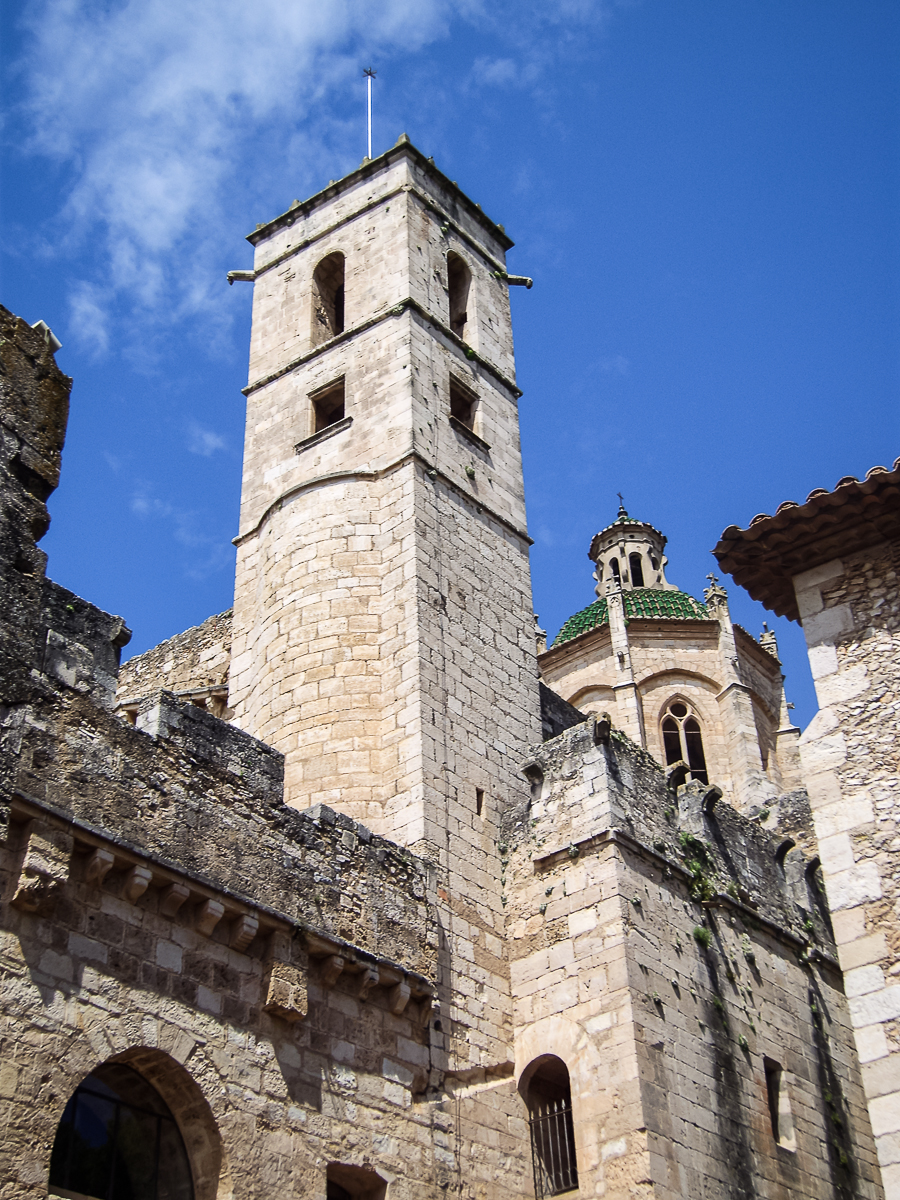
Klooster van Santes Creus, Kerktorens

In de 17e en 18e eeuw werden nog verscheidene werken uitgevoerd. In 1640 werd begonnen aan een nieuw paleis voor de abt op plaats van het vroegere armenhospitaal, in 1733 werd een infirmerie gebouwd en de refter werd vergroot en verloor zijn gotisch aspect.
In 1820 werd het klooster opgeheven en de bezittingen geveild. In 1823 nam de gemeenschap opnieuw haar intrek in het klooster, maar in 1835 werd het klooster voorgoed verlaten bij de confiscatie van Mendizábal. In 1843 vroeg de vroegere monnik Miquel Mestre, pastoor van de parochie, de toelating om de kloosterkerk te gebruiken en zo werd de cultus in de kerk hervat.
De vernielingen aangericht door het gebruik van het klooster als vervanging voor de gevangenis van Tarragona in 1870 en tijdens de Derde Carlistenoorlog in 1872, werden hersteld door de Commissie voor Monumenten van Tarragona en in 1921 werd de voormalige abdij een nationaal monument in het bezit van de Generalitat de Catalunya. Het klooster wordt tegenwoordig gebruikt voor tentoonstellingen en de vroegere refter is ingericht als concertzaal die aan 500 personen plaats biedt.

## Galerij

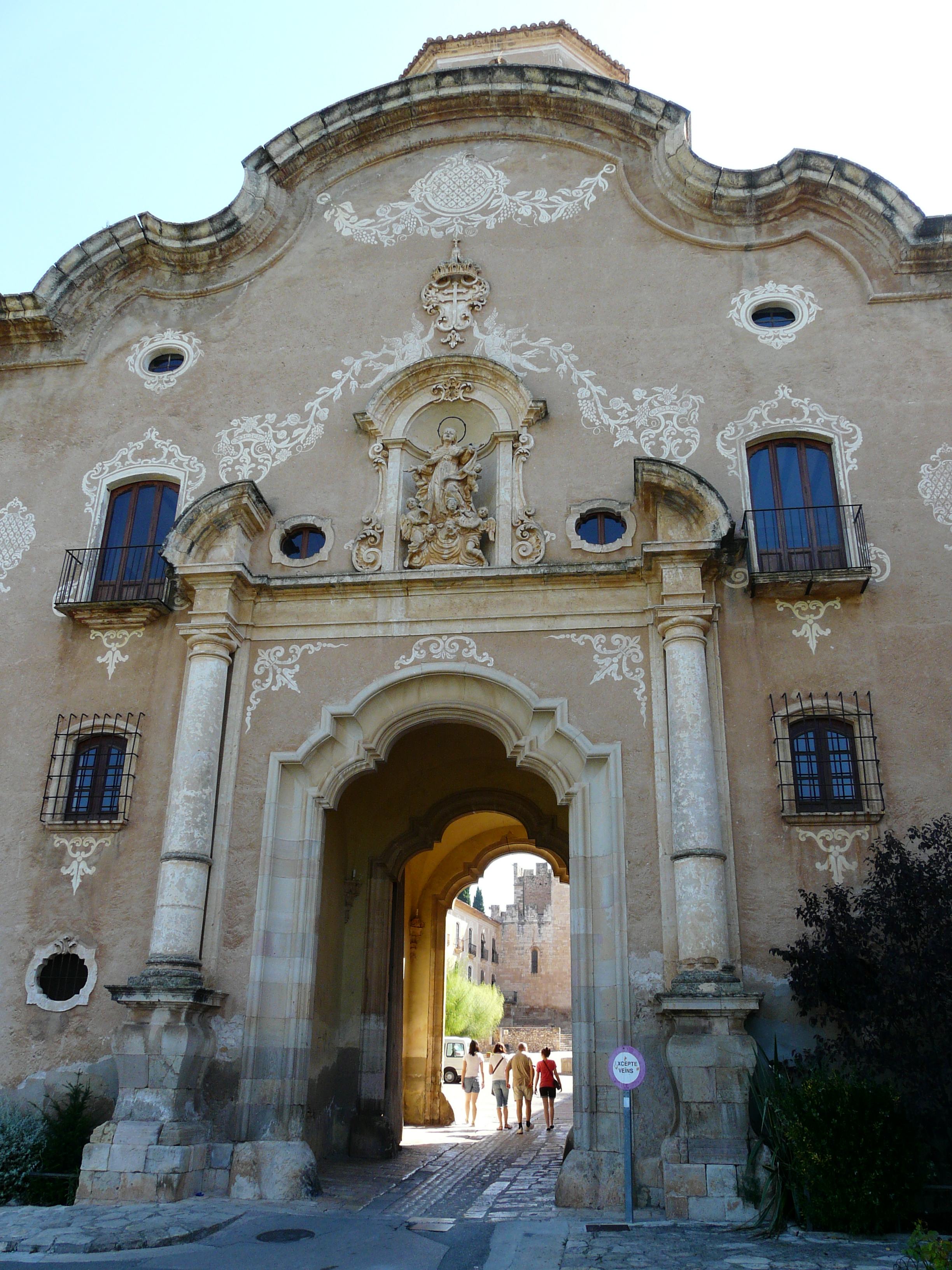
Hemelvaartpoort
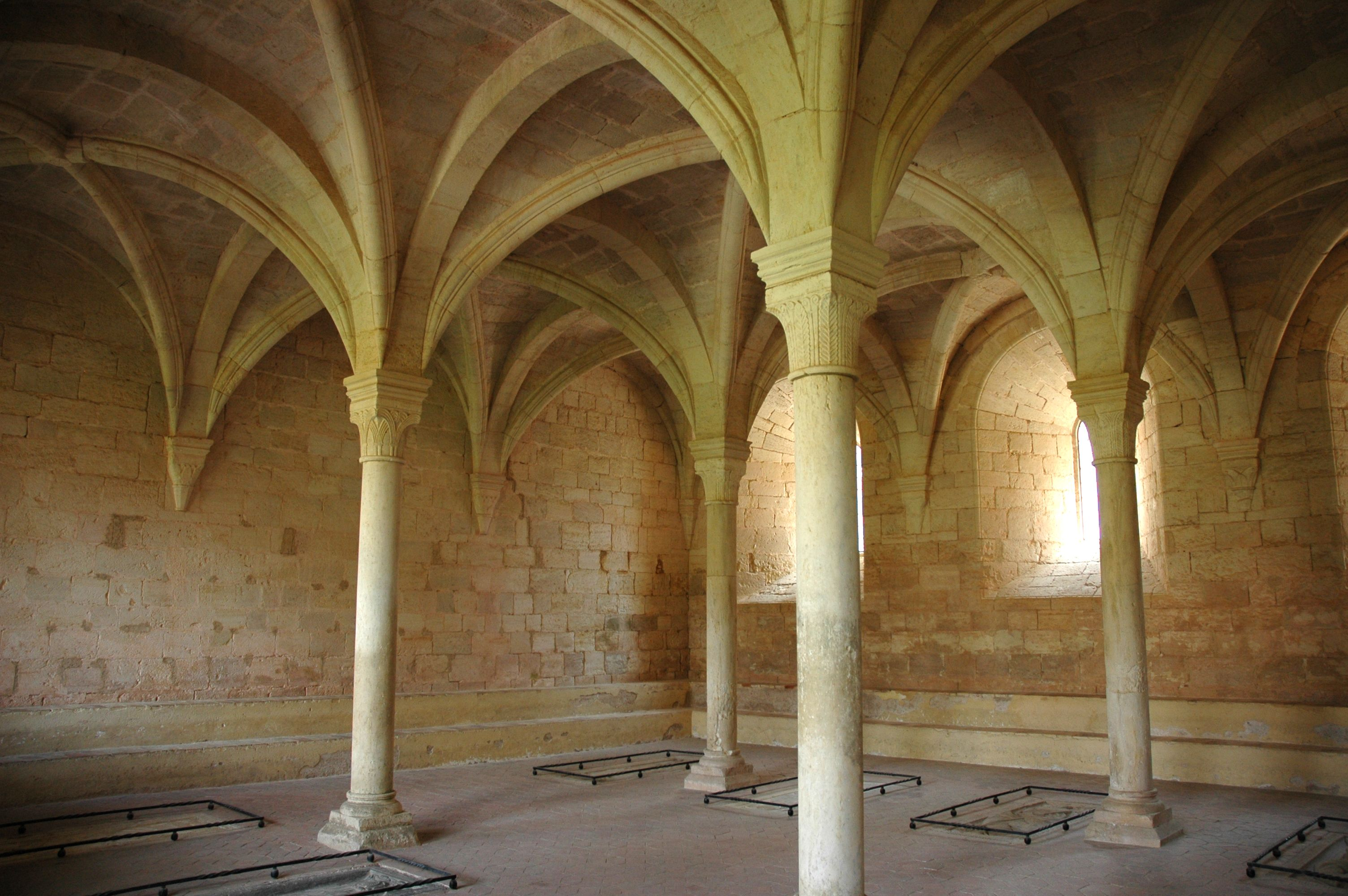
Kapitelzaal
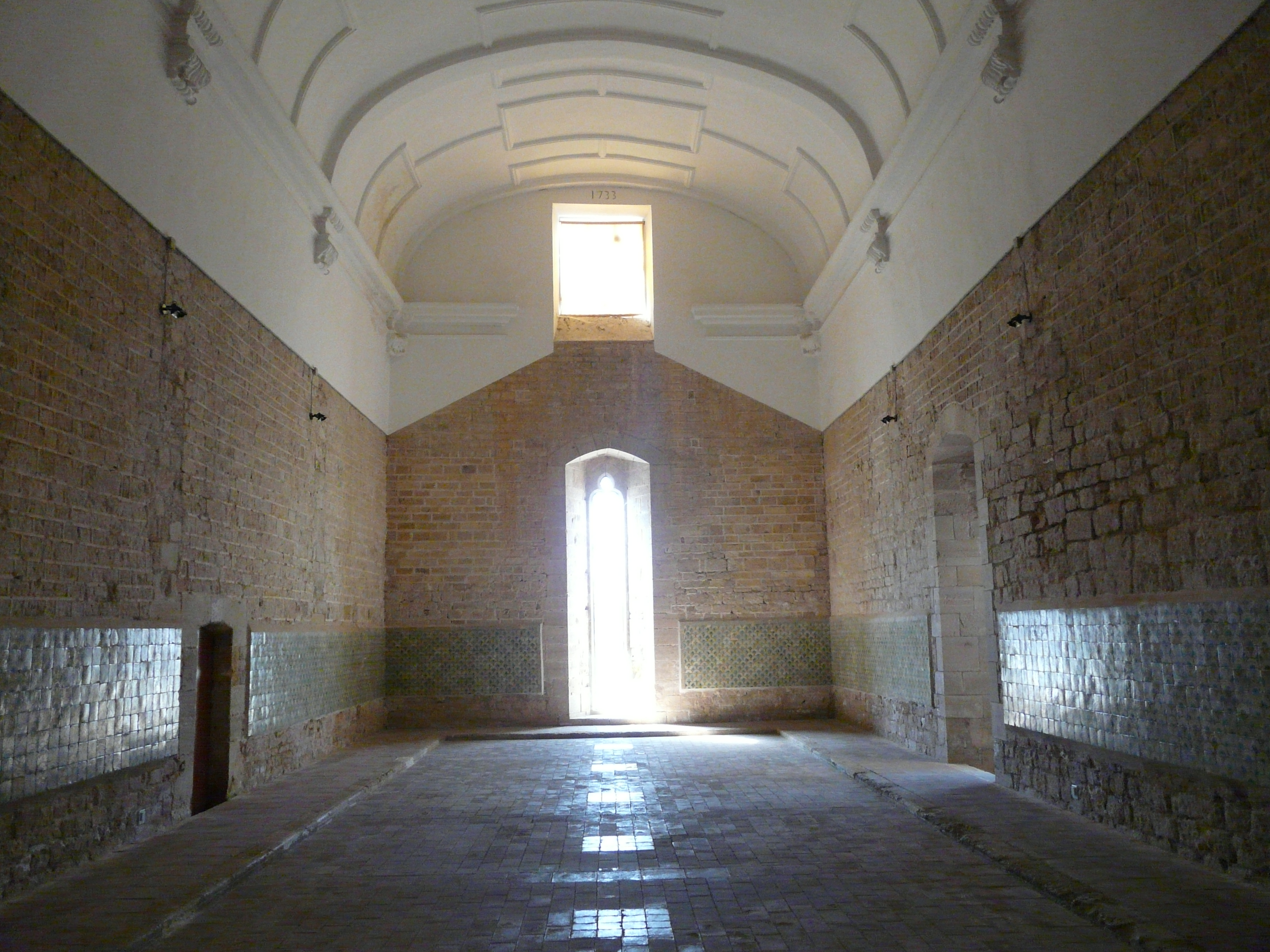
Refter
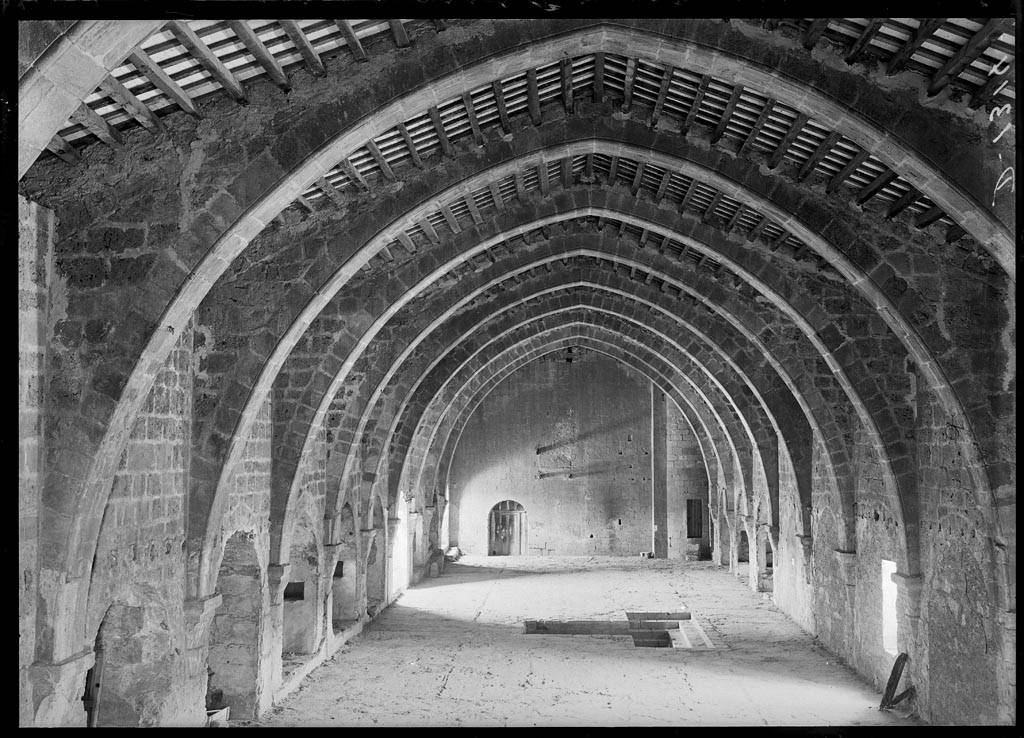
Slaapzaal van de monniken
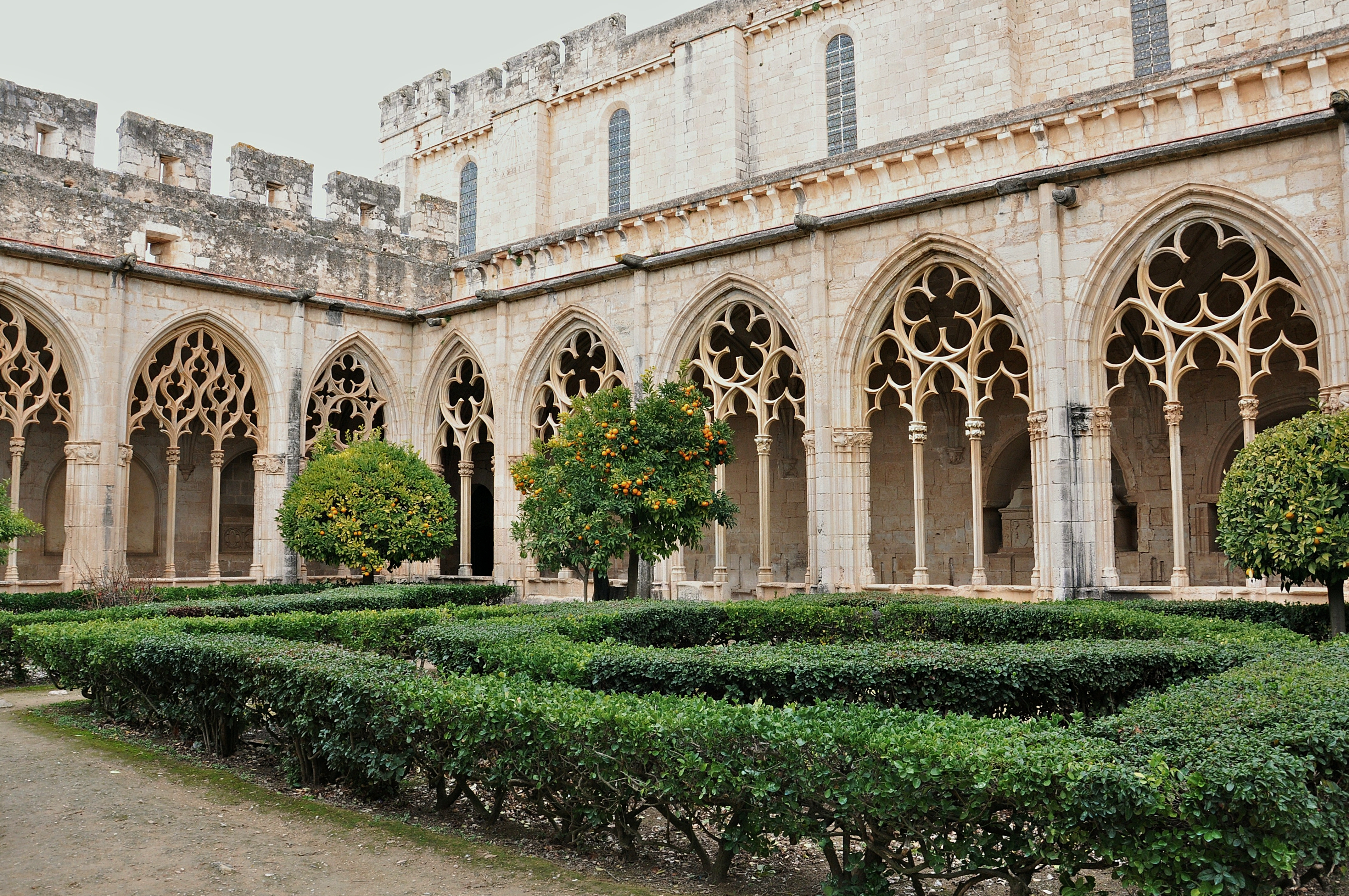
Kloostergang
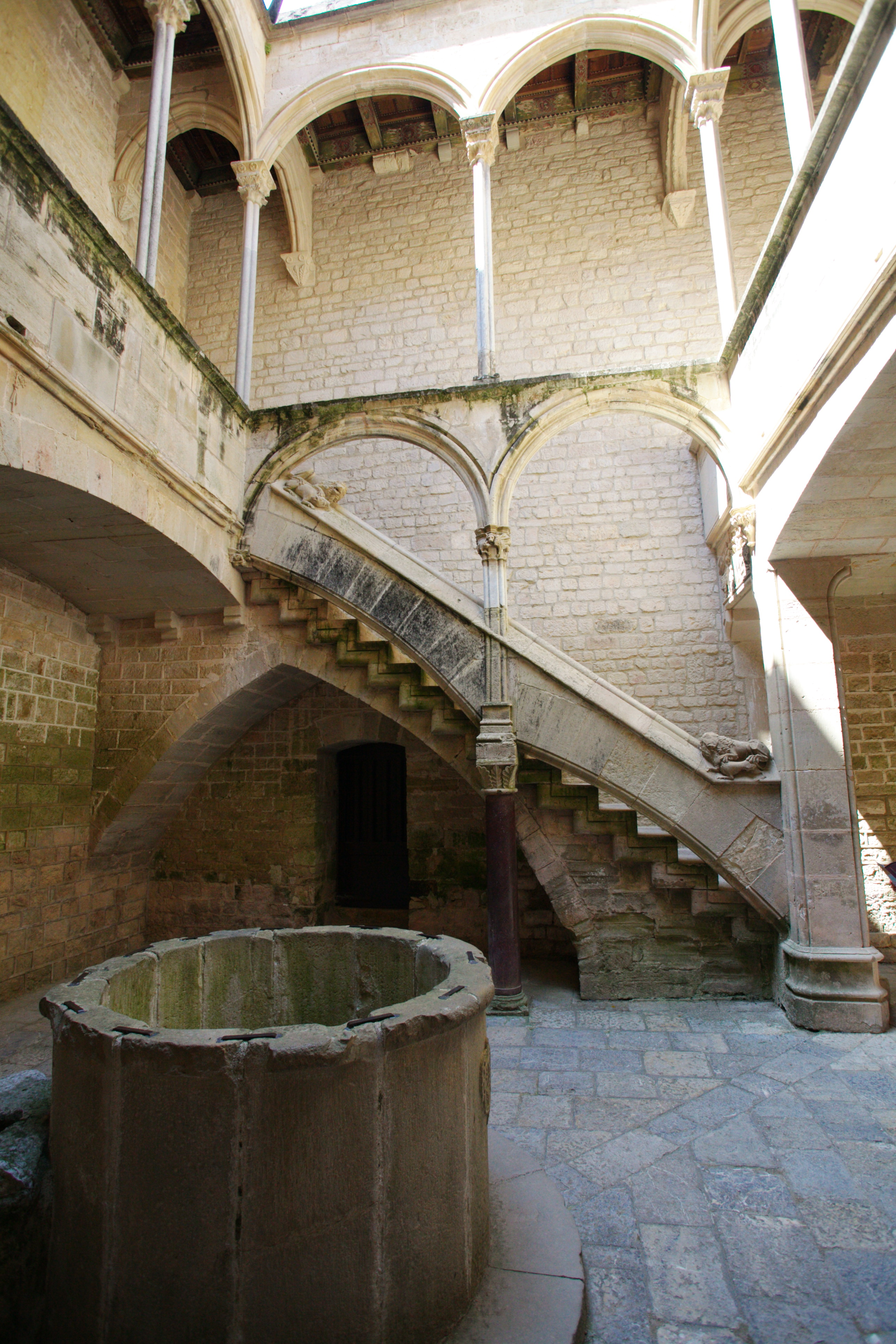
Koninklijk paleis
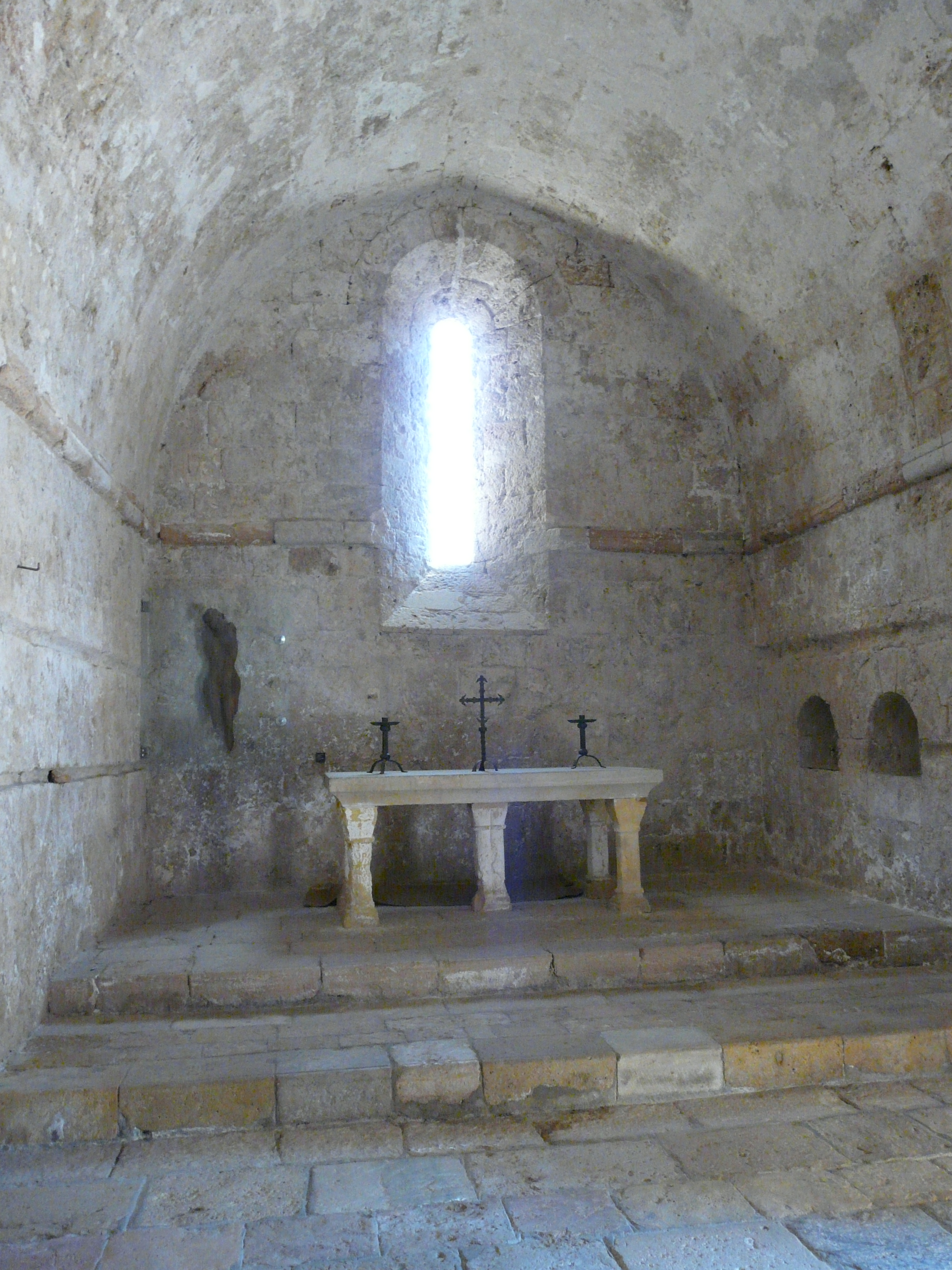
Kapel van de Drie-eenheid
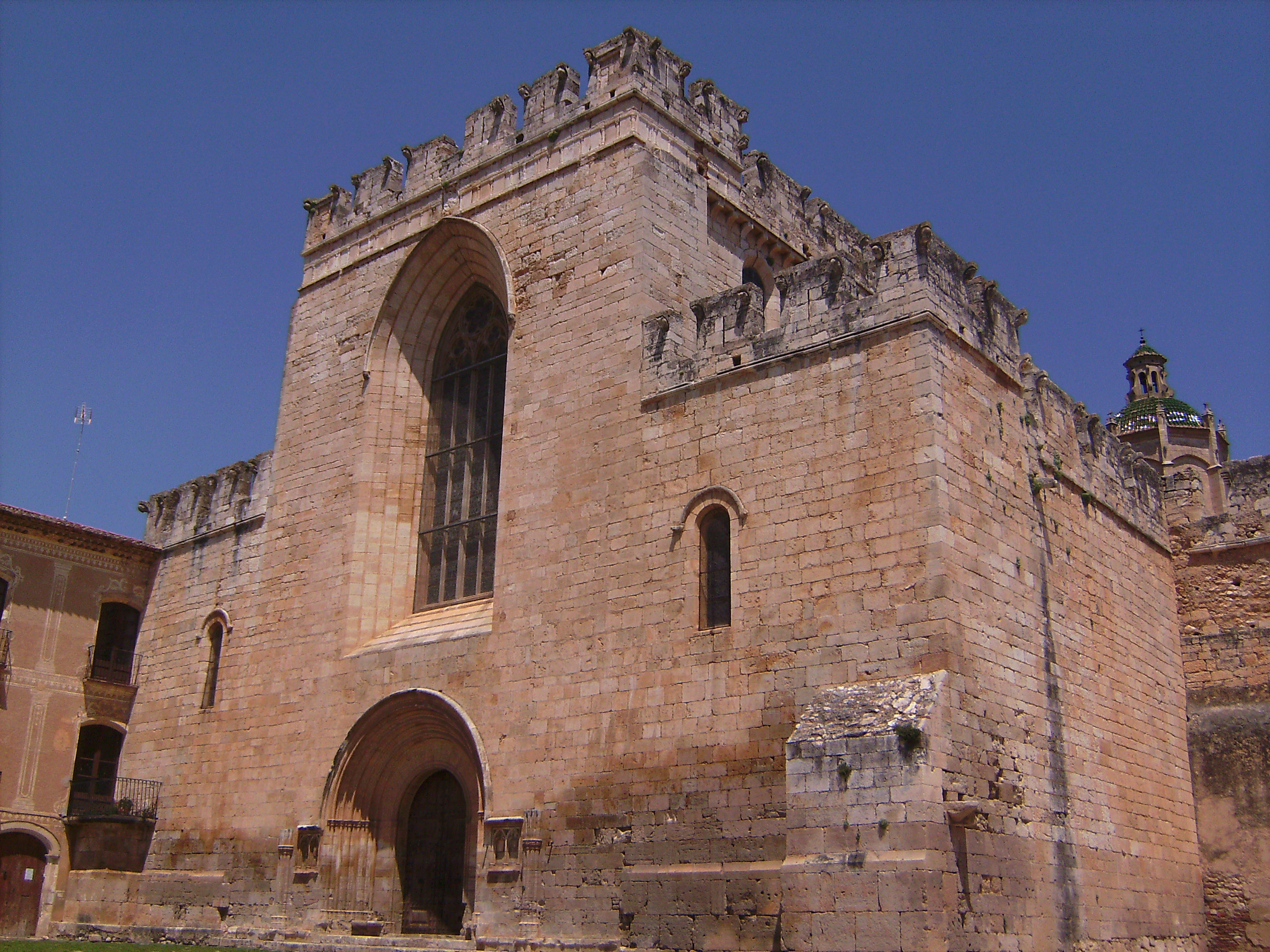
kerk

## Web links
- Monestir de santes creus, Institut de Mollet del Vallès.

- Bibliothèque nationale de France: cb101173858 (data)
- Gemeinsame Normdatei: 4383597-1
- International Standard Name Identifier: 0000 0001 2166 9465
- Library of Congress Control Number: n85003708
- Nationale Bibliotheek van Israël: 987007267564005171
- Système universitaire de documentation: 032434448
- Virtual International Authority File: 137868179